# Frédéric Brillant
Frédéric Brillant (26 juni 1985) is een Franse voetballer die sinds december 2017 voor DC United uitkomt. Brillant is een verdediger.

## Carrière
Brillant genoot zijn jeugdopleiding bij CS Sedan. Op zijn negentiende kreeg hij te horen dat hij geen profcontract zou krijgen omdat er op dat moment te veel spelers terugkeerden van hun uitleenbeurt. Brillant ging vervolgens op de proef bij enkele clubs uit de Championnat National, maar de verdediger voelde zich er niet goed bij en besloot aanvankelijk te stoppen met voetballen.
Brillant belandde in 2005 bij de Belgische vierdeklasser RE Bertrix. De Fransman combineerde zijn voetbalcarrière in België met een job bij Intersport. Hij speelde uiteindelijk zes seizoenen bij de club uit Bertrix, tot hij er in 2011 werd opgepikt door tweedeklasser KV Oostende. Brillant groeide bij de kustclub meteen uit tot een sterkhouder en kon bijgevolg al gauw rekenen op interesse van eersteklassers Cercle Brugge, Lierse SK, KV Kortrijk en OH Leuven. De Fransman koos echter voor Beerschot AC, waar hij ook meteen een vaste waarde werd in de verdediging. 
Na het faillissement van Beerschot keerde hij transfervrij terug naar KV Oostende, dat inmiddels ook naar Eerste klasse was gepromoveerd. Brillant heroverde meteen zijn basisstek centraal achterin bij de Oostendenaren. In januari 2016 versierde hij een transfer naar de Amerikaanse eersteklasser New York City FC, waar de Franse oud-wereldkampioen Patrick Vieira op dat moment trainer was. In december 2017 maakte hij de overstap naar DC United.

## Statistieken
| Seizoen | Club            | Land             | Competitie          | Wed. | Goals |
| ------- | --------------- | ---------------- | ------------------- | ---- | ----- |
| 2005/06 | RE Bertrix      | België           | Vierde Klasse D     | 15   | 0     |
| 2006/07 | RE Bertrix      | België           | Vierde Klasse D     | 21   | 0     |
| 2007/08 | RE Bertrix      | België           | Vierde Klasse D     | 28   | 1     |
| 2008/09 | RE Bertrix      | België           | Vierde Klasse D     | 29   | 2     |
| 2009/10 | RE Bertrix      | België           | Vierde Klasse D     | 29   | 4     |
| 2010/11 | RE Bertrix      | België           | Derde klasse B      | 30   | 3     |
| 2011/12 | KV Oostende     | België           | Tweede Klasse       | 32   | 6     |
| 2012/13 | K. Beerschot AC | België           | Jupiler Pro League  | 31   | 1     |
| 2013/14 | KV Oostende     | België           | Jupiler Pro League  | 34   | 3     |
| 2014/15 | KV Oostende     | België           | Jupiler Pro League  | 34   | 3     |
| 2015/16 | KV Oostende     | België           | Jupiler Pro League  | 11   | 0     |
| 2016    | New York City   | Verenigde Staten | Major League Soccer | 33   | 1     |
| 2017    | New York City   | Verenigde Staten | Major League Soccer | 25   | 1     |
| 2018    | DC United       | Verenigde Staten | Major League Soccer | 28   | 1     |
| 2019    | DC United       | Verenigde Staten | Major League Soccer | 35   | 2     |
| 2020    | DC United       | Verenigde Staten | Major League Soccer | 2    | 1     |
| Totaal  | Totaal          | Totaal           | Totaal              | 417  | 29    |

Bijgewerkt tot en met 12 mei 2020